# Hersham and Walton Motors

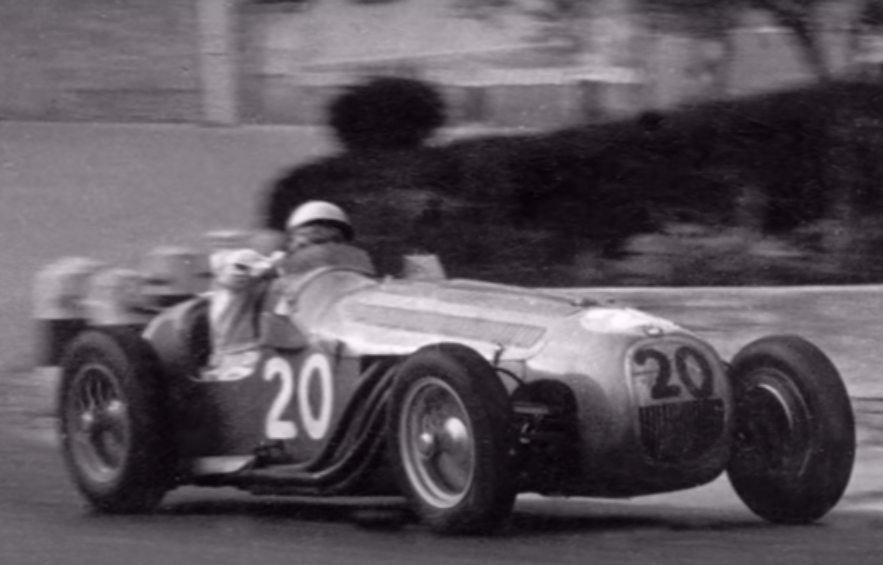
Stirling Moss in een HWM-Alta in 1950

Hersham and Walton Motors (HWM) is een Engelse autobouwer die begin jaren 40 van de twintigste eeuw is begonnen met het bouwen van raceauto's. 
De Nederlander Dries van der Lof heeft de Grand Prix van Nederland in 1952 gereden in een door HWM geleverde Formule 1-auto.